# Drapeau de l'Union de l'Europe occidentale
Le drapeau de l'Union de l'Europe occidentale est le drapeau officiel de l'Union du même nom. Bien que le drapeau soit celui d'une organisation militaire, il a rarement été utilisé dans des situations militaires.

## Dessin

### Premier dessin
Le premier drapeau était bleu foncé et portait cinq liens qui formaient une chaîne ininterrompue rappelant la forme d'un pentagone renversé. Les bords étaient de différentes couleurs (rouge à l’extérieur, puis or, noir et blanc) issues des drapeaux des États membres de l'UEO,.

Reconstruction de la version de 1949, rarement utilisé.

### Second dessin
Avant le drapeau de 1993, il existait une précédente version avec seulement neuf étoiles (avant que la Grèce n'adhère à l'organisation) et les étoiles situées en bas du drapeau était progressivement plus grande que celle située à sa marge),.

### Troisième dessin (après 1993)
Le drapeau est bleu foncé, avec un demi-cercle de dix étoiles à 5 branches, brisé vers le haut, avec les lettres blanches WEU (en anglais) disposées horizontalement par le centre et les lettres blanches UEO (en français) verticalement, la lettre centrale E étant partagée par les deux versions. La couleur bleu et jaune du drapeau est inspirée du drapeau du Conseil de l'Europe et de l'Union européenne, bien que le nombre d'étoiles soit de dix (correspond au nombre d’États membres).

## Usages et variantes des institutions de l'UEO
Le drapeau a été très peu utilisé, l'UEO étant principalement mise en sommeil avant d'être intégrée au sein des activités militaires de l'Union européenne. Il fut une fois hissé sur un navire de guerre américain, l'USS John Rodgers (en) quand il fut utilisé comme vaisseau amiral par un général italien (et un équipage de l'UEO) menant une opération de secours en Bosnie-Herzégovine.
Il existe des variantes pour les institutions de l'UEO, dont son assemblée, utilisée lors d'occasions officielles,.

Drapeau de l'Assemblée de l'Union de l'Europe occidentale.

Le traité établissant l'UEO est maintenant arrivé à son terme et toutes les activités de l'UEO ont pris fin en juin 2011, par conséquent, aucun autre usage du drapeau n'est envisageable.

## Sources
- (en) Cet article est partiellement ou en totalité issu de l’article de Wikipédia en anglais intitulé « Flag of the Western European Union » (voir la liste des auteurs).

## Compléments